# Capitalisme sauvage
Vous pouvez aider à l'améliorer ou bien discuter des problèmes sur sa page de discussion.
- Il ne cite pas suffisamment ses sources. Vous pouvez indiquer les passages à sourcer avec {{référence nécessaire}} ou {{Référence souhaitée}}, et inclure les références utiles en les liant aux notes de bas de page. (Marqué depuis mars 2008)
- Il doit être recyclé. La réorganisation et la clarification du contenu sont nécessaires. (Marqué depuis juillet 2011)

- Archive Wikiwix
- Bing
- Cairn
- DuckDuckGo
- E. Universalis
- Gallica
- Google
- G. Books
- G. News
- G. Scholar
- Persée
- Qwant
- (zh) Baidu
- (ru) Yandex
- (wd) trouver des œuvres sur Wikidata

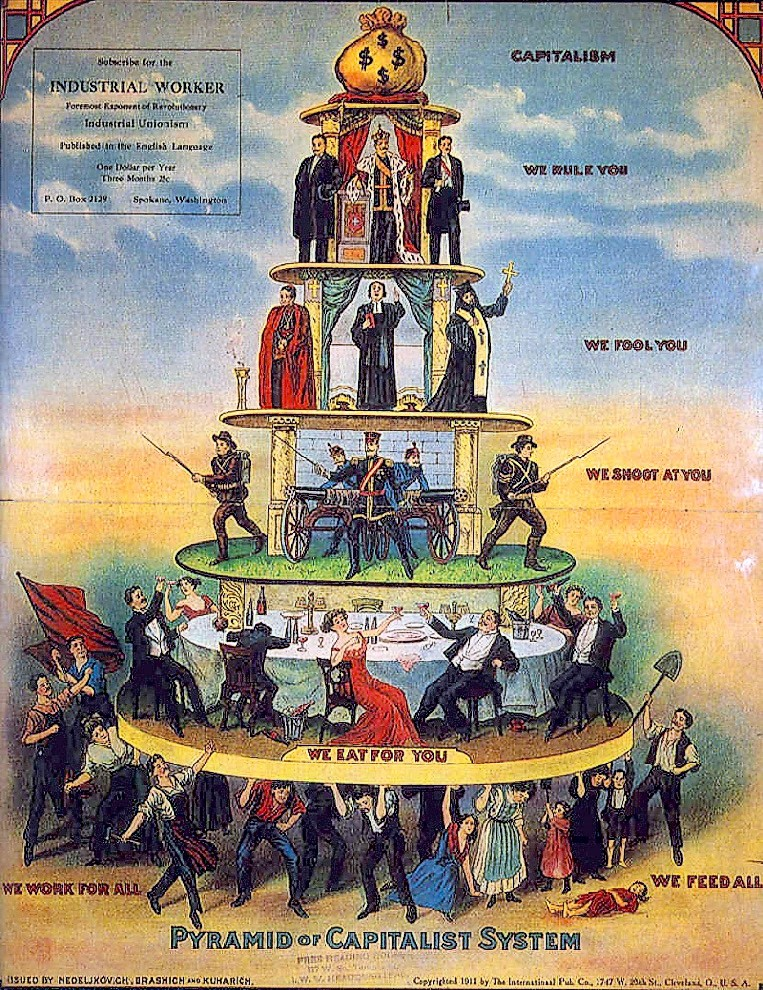
Pyramide du système capitaliste, début du XXe siècle.

Le capitalisme sauvage est une notion développée par plusieurs sociologues français (Loïc Wacquant et Pierre Bourdieu) à partir des années 1980 pour décrire les évolutions récentes du capitalisme après l'abandon du compromis et du modèle fordien dans les pays occidentaux.
Selon ces sociologues, la grande évolution amorcée dans les années 1970 consiste en un mouvement de désindustrialisation des pays occidentaux, de remise en cause de l'État-providence, et se caractérise par un capitalisme aux inégalités sociales de plus en plus extrêmes, aux rapports sociaux moins stables, développant des emplois plus précaires et enfin limitant l'État à ses fonctions régaliennes. L'expression « capitalisme sauvage » fait référence aux rapports sociaux particulièrement brutaux de la période qui a immédiatement suivi la Révolution industrielle. Cette vision de la révolution industrielle est cependant contestée.
À partir des années 1990, un second sens fait jour, il évoque les systèmes économiques et sociaux des économies en transition issues de l'ancien bloc soviétique dont certaines se caractérisent alors par une libéralisation économique rapide, un État-providence absent ou inefficace, une économie corrompue, des bouleversements sociaux importants.
Les deux sens de l'expression se rejoignent sur la question d'une économie capitaliste dont les règles ne sont pas garanties. Pour les sociaux-démocrates, il s'agira d'une régulation insuffisante du capitalisme, pour les libéraux, de l'absence d'un État de droit suffisant pour garantir le cadre institutionnel nécessaire à une économie de marché : respect des libertés individuelles, du droit de propriété et de l'exécution des contrats par une justice indépendante.
L'expression obtient un certain succès médiatique et est depuis largement reprise sur la scène politique, de gauche comme de droite. Dans un sens comme dans l'autre, l'usage de cette expression est attesté dans un certain nombre de discours d'hommes politiques français ou québécois. Elle fait également partie, là encore dans un sens dépréciatif, du vocabulaire de certains mouvements de gauche et altermondialistes.

## Définitions

### Définition historique
Les sociologues français Loïc Wacquant et Pierre Bourdieu développent dans les années 1980 la notion de « capitalisme sauvage » pour désigner deux conceptions distinctes et historiquement bornées du capitalisme,[réf. à confirmer] : d'une part, la période courant de la Révolution industrielle aux débuts du XXe siècle (et notamment de la politique de New Deal aux États-Unis) et d'autre part, la période courant depuis les années 1970 et l'abandon du compromis fordien (par exemple la renonciation à la politique de « Great Society » initiée par Lyndon Baines Johnson aux États-Unis).
La course à la création de valeur boursière ayant eu lieu à partir de 1970, au détriment de la responsabilité sociale et collective des entreprises aurait alors disparu ce qui aurait eu pour conséquence une pression accrue pour réduire salaires et avantages sociaux ainsi qu'un lobbying politique en faveur de la baisse des impôts. Certains historiens appliquent également cette expression aux pratiques sociales abusives de certains dirigeants d'entreprises en Amérique du Nord et au Royaume-Uni entre la Révolution industrielle et la Grande Dépression[réf. à confirmer], l'État parfois limitant ou interdisant l'organisation syndicale des salariés et imposant des conditions de travail dangereuses ou inhumaines. Certains ont pu, dans cette optique, décrire comme « sauvage » une forme de capitalisme qui créerait une séparation marquée entre économique et social[réf. nécessaire]. Pour l'anthropologue Karl Polanyi, l'économie est « enchâssée dans le social » et ceci est intrinsèque à la nature des sociétés humaines. De ce fait, certains ont pu considérer qu'une forme de capitalisme qui inciterait au « désenchâssement de l'économie » par rapport au social était « sauvage » car opposée à la nature de l'économie dans les sociétés humaines[réf. nécessaire].

### Caractéristique
Le capitalisme sauvage se rapproche capitalisme de connivence, terme dérivé de la notion anglo-saxonne de « crony capitalism ». L'expression désigne les systèmes économiques et sociaux des pays ayant connu un bouleversement social important (par exemple à la suite de l'abandon d'une économie planifiée), et se définit par les caractéristiques suivantes : une libéralisation économique rapide, un État-providence absent ou inefficace et limité , une économie corrompue, des bouleversements sociaux importants. Ainsi, le philosophe libéral Karl Popper faisait-il dès 1993 cette analyse à propos de la Russie, écrivant dans La Leçon de ce siècle que « toute tentative d'instaurer ce que nous appelons le "capitalisme" ne peut aboutir, en l'absence d'un système de lois, qu'à la corruption et au vol ».
Lorsqu’il décrit la transition du régime économique soviétique de la Pologne (et par extension de tous les pays de l'ex-Bloc de l'Est) à un autre régime dit « capitalisme sauvage », Jacques Nagels y voit une phase transitoire où un système de coercition d'état où règnent clientélisme, corruption et arbitraire, laisse place à une économie de marché gérée par des groupes mafieux, des politiciens véreux et des policiers corrompus qui se partagent plus ou moins illégalement les biens naguère communs. Ainsi le capitalisme sauvage fleurirait sur les cendres de l'ancienne mafia légale d'État, comme les économies parallèles prospèrent en régime de prohibition, et les marchés noirs en régime de forte taxation, la question d'un retour à l'équilibre, étant de nouveau posée. Sauvagerie prend ici alors de nouveau le sens de « cruauté », en notant que celle-ci n'est pas affichée comme dans le monde que voient les altermondialistes, mais est une jungle occultée quoique très présente.
Pour l'économiste péruvien Hernando de Soto, cette situation tient au fait que les droits de propriété ne sont pas clairement définis et que le capital dont ces sociétés sont riches ne peut pas être mobilisé. Soto écrit ainsi que les manifestations décrites ci-dessus dans les économies en transition découlent de la tentative des dirigeants de « bâtir un capitalisme sans capital ». Pour permettre à chacun de mettre en valeur ses capacités et stopper la loi du plus fort, il faut commencer par reconnaître les droits de propriété de façon claire. Ainsi, le « capital mort » pourra être utilisé pour de nouveaux projets, comme apport en nature ou comme contrepartie de prêts.

## Un slogan anticapitaliste
Certains opposants au capitalisme, partisans d'un système économique contrôlé, rangent le capitalisme dans les régimes considérés à leurs yeux comme consubstantiels à la notion de sauvage prise dans un sens péjoratif. Pour eux « capitalisme sauvage » est donc un pléonasme. Selon certains, le capitalisme « corromprait » les hommes et mènerait à l'adoration de l'argent et au règne du chacun pour soi.
Parallèlement à la critique de l' ultralibéralisme, le terme de capitalisme sauvage est utilisée par certains critiques pour désigner des pratiques anti-syndicales de la part de certaines multinationales contemporaines, par exemple WalMart fermant la première de ses centrales où des ouvriers s'étaient syndiqués.
Ainsi, l'expression est usitée par certains critiques du laissez-faire comme le sociologue américain Frank Thomas, qui qualifia ainsi le « capitalisme extrême » (extreme capitalism) comme la résultante d'un « populisme de marché » dont il voit les origines dans les années 1920, réconciliant la rébellion des années 1960 avec la fièvre spéculative des années 1980.
Le concept fut repris par l'essayiste canadienne Naomi Klein dans son ouvrage The Shock Doctrine: The Rise of Disaster Capitalism. Elle y soutient que le retour au capitalisme sauvage [réf. nécessaire] ne se fait jamais sur demande démocratique mais que les gouvernants profitent de l'état de choc occasionné par les crises pour introduire cette régression. Ces positions reprennent et élargissent celles que David Berliner avait développé dans The Manufactured Crisis: Myths, Fraud, And The Attack On America's Public Schools en 1995. Ce best-seller se penche plus particulièrement sur les conséquences de la déconstruction de l'État-providence américain sur la qualité de l'enseignement proposé aux États-Unis entre 1983 et 1996.
Cette argumentation a été très critiquée. L'essayiste suédois Johan Norberg a dénoncé entre autres les approximations et contresens de Naomi Klein, qui, par exemple, associe Milton Friedman et la guerre en Irak alors que Friedman s'y est toujours opposé. De même, pour le Chili, pays dans lequel il s'est rendu en tout et pour tout six jours. À l'inverse des théories avancées par Klein, Norberg rappelle que Friedman s'est toujours fait l'avocat de toutes les libertés et de la démocratie. Selon Jonathan Chait, senior editor au The New Republic « l'amalgame permanent de Naomi Klein entre tous ses adversaires idéologiques au service d'une théorie monocausale du monde rend ultimement son analyse parfaitement absurde ». Pour Chait, c'est la théorie du complot qui nourrit les théories de Klein, au lieu d'une analyse raisonnée.

## Face aux critiques
Dans la stricte logique du libéralisme économique, la notion de « capitalisme sauvage » constitue une contradiction, que l'on entende « sauvage » comme « non-policé » ou comme (c'est une connotation de ce mot) « cruel ».

### Sur la non-régulation
En ce qui concerne la première acception, un capitalisme de marché ou capitalisme libéral ne peut exister sans des règles de droit qui l'encadrent et lui permettent de se développer, la « main invisible » smithienne (ou l'ordre spontané) exigeant précisément une armature normative (et si possible institutionnelle) pour permettre son fonctionnement (reconnaissance des droits de propriété et de la liberté contractuelle de chaque individu au premier chef). La constitution de trusts, ou cartels, constitue une conséquence probable à terme d'un capitalisme non encadré ; aussi voit-on celui-ci se doter dès 1890 aux États-Unis du Sherman Act, puis d'autres lois antitrust au fil du temps. Les monopoles monolithiques dont l'existence fausse le marché (Standard Oil, Bell...) sont éclatés dans un cadre légal en petites entités. Même IBM s'y prépara à tout hasard dans les années 1970. Enfin, des lois interdisent toute entente commerciale entre fournisseurs d'un même type de produit (la coopération technique reste autorisée).
En d'autres termes, le laissez-faire ne se confond en rien avec l'anomie. Les opposants au laissez-faire pensent qu'un système nécessite une direction politique consciente et volontariste. Les partisans du libéralisme économique estiment qu’une planification existe bel et bien en système libéral : celle des individus qui posent des choix personnels, celle des entreprises qui établissent leur plan de croissance par des études de marché. Ces entreprises s'en préoccupent sérieusement, toute erreur d'appréciation de l'une pouvant être mise à profit par une autre qui comblera sa défaillance en gagnant en même temps des parts de marché sur elle.

### Sur la violence du système
Sur la critique faite au capitalisme sur sa « violence », de nombreux penseurs ont à l'inverse opposé l'ordre commercial capitaliste à l'ordre guerrier. Ainsi le sociologue et philosophe Herbert Spencer ou le philosophe Alain distinguent l'ordre commercial qui repose sur l'échange libre à l'ordre étatique ou militaire, dont le ressort est la contrainte. Pour Spencer, le socialisme ressort de la société guerrière.
La vraie violence se situe donc pour eux dans le dirigisme ou l'étatisme, qui substitue à la liberté des acteurs des décisions arbitraires, déniant aux individus la responsabilité de leurs actes. Ils soulignent également que les expérimentations de systèmes alternatifs au capitalisme ont débouché sur des catastrophes humaines, économiques et environnementales. Faute pour le moment de modèle ayant fait ses preuves face au capitalisme.